# 조슈아 페리스

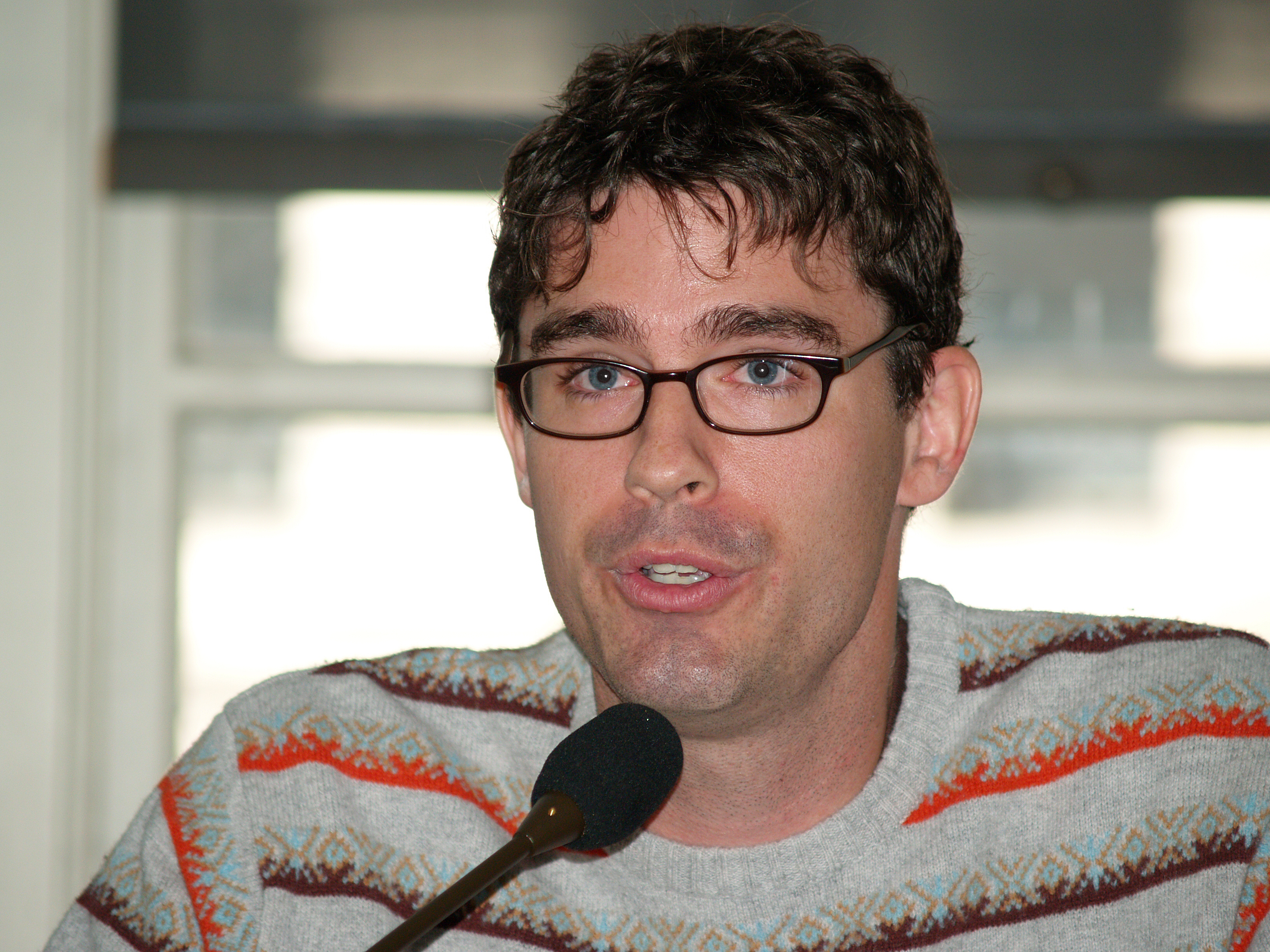

조슈아 페리스(Joshua Ferris, 1974년 11월 8일 ~ )는 미국의 작가이다.